# Auguste Anglès
Pour les articles homonymes, voir Anglès (homonymie).
 (octobre 2017).
Si vous disposez d'ouvrages ou d'articles de référence ou si vous connaissez des sites web de qualité traitant du thème abordé ici, merci de compléter l'article en donnant les références utiles à sa vérifiabilité et en les liant à la section « Notes et références ».
Auguste Anglès, né le 23 mai 1914 à Rodez et mort le 30 juin 1983 à Paris, est un écrivain, résistant et universitaire français.

## Biographie
Auguste Anglès est né à Rodez le 23 mai 1914, treize jours après le décès de son père, prénommé lui aussi Auguste, pharmacien, qui s'était consacré à l'histoire de l'art, auteur d'une thèse sur l'Abbaye de Conques.
Très jeune, Auguste Anglès se montre passionné par les lettres et la vie intellectuelle : à dix-sept ans, il adhère à la Société des amis d'Anatole France et demande à sa mère, remariée au Dr GIREL (qui fait une carrière de Directeur de cabinet auprès de Marius Roustan, ministre de la Marine puis de l'Instruction publique) de l'abonner à La Nouvelle Revue française. Entré à l'École normale supérieure (1935), il rédige les discours de Marius Roustan, découvre Gide, et, mobilisé, est blessé et hospitalisé (Croix de guerre). Il est reçu à l'agrégation en 1941.
Professeur, il collabore activement à la revue Confluences en même temps qu'il s'engage, à Lyon, dans la Résistance. Il contribue à l'Agence d'Information et de Documentation et témoigne après guerre de cet engagement aux côtés de Pierre Grappin, Pierre Courtade, Claude Roussel, Pierre et Annie Hervé. À la Libération, il est nommé Délégué à l'information pour la région Rhône-Alpes.
Auguste Anglès conduit ensuite une carrière internationale : après des détachements aux Amériques (Wellesley College, Berkeley, Montréal, le Mexique, etc.), il prend la direction de l'Institut franco-japonais de Tōkyō (1958-1963), puis de la Maison française d'Oxford (1963-1966).
Ni ces fonctions, ni les très nombreuses missions à l'étranger (Amérique, Afrique, Asie) qu'il effectuera après sa toute relative sédentarisation et jusqu'à la fin de sa vie, ne lui font oublier sa thèse, consacrée aux débuts de La Nouvelle Revue française. Celle-ci, dirigée par Pierre Moreau, sera soutenue en Sorbonne le 15 décembre 1972.
Le premier des trois tomes de son magistral André Gide et le premier groupe de la Nouvelle Revue Française paraît en 1978 et reçoit le Grand Prix de la Critique littéraire.
Auguste Anglès met un terme à sa carrière de professeur des universités (Paris X, puis Paris IV) en 1982. Il meurt d'une embolie, au sortir de l'hôpital où il venait de consulter, le 30 juin 1983.
"On voit alors au Bar Vert des gens comme Artaud, Blin, Lods, Pichette, le peintre Matta, retour d'Amérique, Roger Vailland, Merleau-Ponty, Queneau, le groupe de Confluences, Bertelé, Tavernier, Beaufret, Anglès "  Boris Vian, Manuel de Saint-Germain-des-Prés (p. 124) éd. Chêne.
Dans son roman Les Mouettes sur la Saône, Jacques Chauviré évoque l'élève Anglès : "... il m'arrivait souvent en quittant la classe de revenir du lycée vers la maison avec des camarades dont j'admirais la simplicité et la sagesse. Parmi eux se trouvaient Serge et Daniel Touzet mais aussi Auguste Anglès dont j'admirais la modestie et l'intelligence. Auguste Anglès, au visage anguleux, me paraissait frêle et tout entier dominé par la puissance de l'esprit. Il était seul parmi nous à réciter en classe des vers de Racine ou de Molière comme s'il se fût trouvé sur la scène d'un théâtre. Il m'étonnait. Et mon étonnement était encore plus vif lorsqu'il me confiait qu'il travaillait à ses versions latines ou à ses devoirs de mathématiques dans son lit et qu'il trouvait dans la position allongée l'état le plus propice à se délecter des textes que nous devions traduire ou apprendre par cœur."